# Seuil
 Seuil  es una población y comuna francesa, en la región de Gran Este, departamento de Ardenas, en el distrito de Rethel y cantón de Rethel.

## Demografía
| 221 | 220 | 181 | 172 | 158 | 166 |
| Para los censos de 1962 a 1999 la población legal corresponde a la población sin duplicidades (Fuente: INSEE [Consultar]) |     |     |     |     |     |